# Termopauza

Atmosfera ziemska

Termopauza - przejściowa warstwa atmosfery ziemskiej, oddzielająca termosferę od egzosfery. Znajduje się na wysokości 400 - 1000 km.
Termopauza, jest uważana za zewnętrzną granicę systemu energetycznego Ziemi. Poniżej termopauzy atmosfera reaguje z promieniowaniem słonecznym, ze względu na znaczną obecność cięższych atomów, zwłaszcza atomów i cząsteczek tlenu, które mogą pochłaniać ultrafiolet. Wysokość termopauzy może zmieniać się w przedziale 400 - 1000 km, leży powyżej umownej granicy przestrzeni kosmicznej. Powyżej termopauzy zderzenia cząsteczek gazów stają się nieistotne co wyznacza początek egzosfery.